# Мост Императора Франца Иосифа I
Мост императора Франца Иосифа I (чеш. Most císaře Františka Josefa I) — несохранившийся цепной мост через реку Влтава в Праге.

## История
Первый камень в основание моста был заложен 19 октября 1865 года. Сооружён в 1865—1868 годах. Второй висячий мост Праги. Назван в честь австрийского императора Франца Иосифа I, который лично посетил его открытие 13 мая 1868 года.
Располагался между современными Чехувым и Главкувым мостами и соединял пражские исторические правобережные районы Старе-Место и Нове-Место с левым берегом у нынешнего Летенского туннеля.
Мост был спроектирован английским инженером Роулендом Мейсоном Ордишем по принципу, запатентированному им (канаты закреплены были непосредственно на пилонах (вантовый мост) и впервые применённому Ордишем при строительстве моста Альберта через Темзу в Лондоне.
К тому времени вверх по течению Влтавы от Карлового моста уже двадцать лет существовал мост с тем же названием. Чтобы не путать, новый пражане стали почти всегда называть Элишкиным, т.к. он продолжал Элишкин проспект (Eliščina třída), а раз Eliška — общепринятое сокращение от чешского варианта имени Елизавета (Alžběta), получилось, что мост именовали и в честь жены Франца Иосифа — императрицы Елизавета.
В 1890-х годах был перестроен.
В 1919 году после распада Австро-Венгерской империи и её монархии, мост Франца Иосифа был переименован в честь словацкого политика и астронома Милана Штефаника. В 1930-е годы, с связи с значительно возросшими транспортными нагрузками, столичные власти стали рассматривать вопрос о его замене. В 1941 году мост был демонтирован и в 1945—1947 заменён на железобетонный.
С 1868 года мост носил названия:
- 1868—1919 — Мост императора Франца Иосифа I
- 1919—1940 — Штефаников мост
- 1940—1945 — мост Яначека